# ساندویچ دونات

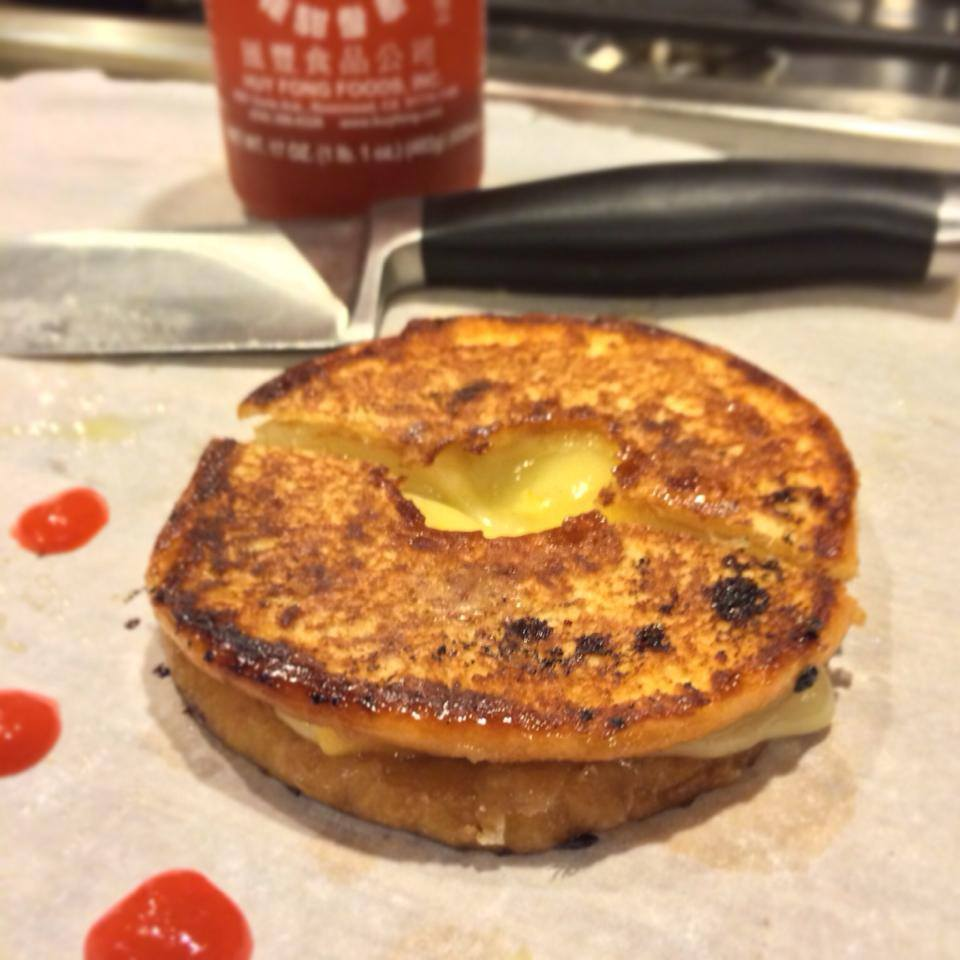
یک ساندویچ دونات معمولی با پنیر

ساندویچ دونات ترکیبی از دونات و ساندویچ است که معمولاً با استفاده از یک دونات آردی لعاب دار و سرخ شده درست می‌شود و مانند بیگل در وسط تقسیم می‌شود. انواع مختلفی از غذاها مانند پنیر، بیکن، کره بادام زمینی و غیره معمولاً بین برش‌ها اضافه می‌شود و یک ساندویچ ایجاد می‌کند. انواع مختلفی از ساندویچ دونات وجود دارد که برخی از آنها با کیک دونات درست می‌شوند
ساندویچ صبحانه دونات معمولاً با بیکن، تخم مرغ، سوسیس و برخی از انواع پنیر مانند چدار یا پنیر آمریکایی درست می‌شود. برخی از انواع آن ممکن است شامل سوسیس باشد. لوتر برگر نوعی چیزبرگر بیکن است که روی نان دونات سرو می‌شود. ساندویچ مرغ دونات با مرغ سرخ شده درست می‌شود. تنوع ژامبون را می‌توان با ژامبون، پنیر سوئیسی و چاشنی‌هایی مانند میوه‌های نگهداری شده یا خردل تند درست کرد. انواع دسر با بستنی درست می‌شود.